# Hermione Norris
Hermione Norris, née le 12 février 1967 à Paddington est une actrice anglaise.
Elle joua entre autres le rôle de l'inspecteur Carol Jordan dans les trois premières saisons de la série télévisée La Fureur dans le sang. Elle a également été sélectionnée pour jouer dans un épisode de la saison 8 de Doctor Who.

## Biographie
Hermione Norris est née à Paddington, à Londres, comme deuxième de quatre enfants. Elle a deux sœurs et un frère. Ses parents, l'homme d'affaires Michael et Helen Norris (née Latham), ont divorcé alors qu'elle était âgée de quatre ans. Elle a déménagé avec sa mère et ses frères et sœurs pour vivre avec sa grand-mère dans le Derbyshire, mais est retournée à Londres quelques années plus tard. Elle a échoué son examen mais a remporté une bourse à la Elmhurst School for Dance. Pendant son séjour là-bas, elle a commencé le théâtre dans un club parascolaire, se produisant parallèlement à ses études de danse jusqu'à son départ à l'âge de 17 ans.
À 19 ans, elle s'est inscrite à la London Academy of Music and Dramatic Art (LAMDA). Lors d'un échange à l'école du Théâtre d'art de Moscou, elle joue Nina dans une production de The Seagull.
Norris a fait ses débuts professionnels sur scène dans une production de 1989 de A Midsummer Night's Dream, qui lui a valu sa carte Equity. Elle a fait ses débuts à la télévision dans la série télévisée de la BBC de 1991 The Men's Room, incarnant la fille du personnage de Bill Nighy. D'autres premiers rôles à la télévision incluent des apparitions dans Agatha Christie's Poirot, la série télévisée Clarissa, et un épisode de 1991 de Drop the Dead Donkey. Elle a continué à faire des apparitions dans des séries telles que Entre les lignes et  Victime. En 1995, elle a joué Helen dans le Royal Exchange, la production de Manchester de Look Back in Anger.
Après avoir été sans travail pendant quatre mois en 1996, Norris a envisagé de quitter la comédie et la lecture pour un diplôme en droit, dans l'intention de devenir avocate. Cependant, elle a obtenu un rôle dans Cold Pieds jouant Karen Marsden, une femme de classe moyenne qui se sent piégée par son style de vie de classe moyenne. Norris est apparu dans chaque épisode et a été nommée pour un British Comedy Award de la meilleure actrice en 2001.
Pendant les six années de «Cold Feet», Norris est apparu dans un rôle de premier plan dans le drame de la BBC  Berkeley Square, Killing Time: The Millennium Poem, avec en face Christopher Eccleston, et le téléfilm de 2002 Falling Apart, jouant une femme dans une relation violente. En 2002, elle a joué avec Robson Green dans Wire in the Blood, incarnant Carol Jordan. Elle est restée à la série jusqu'en 2005 où elle a été remplacée par Simone Lahbib. D'autres rôles au cinéma incluent une apparition dans Born Romantic de David Kane et à la télévision dans une adaptation de Kingsley Amis Lucky Jim
Fin 2005, elle est castée dans une série de BBC One,  MI-5 , dans le rôle de Ros Myers. Elle est apparue tout au long de la série 2006, puis dans huit des 10 épisodes de la série 2007 avant de prendre congé du tournage pour un congé de maternité. Elle est revenue au spectacle pour la série 2008. Pour sa part, elle a remporté le prix de la meilleure actrice lors de l'inauguration des  ITV3 Crime Thriller Awards. Elle a été nommée dans la même catégorie l'année suivante. Elle a quitté la série en 2009 après quatre ans.
De 2007 à 2009, elle est apparue dans trois séries de   Kingdom  incarnant Beatrice Kingdom, la demi-sœur du personnage de Stephen Fry. Elle a joué le rôle d'un changement de rythme par rapport aux personnages de "fille de glace" qu'elle incarne souvent. En 2010, elle a joué en face de Trevor Eve dans le remake de  Bouquet of Barbed Wire . En 2010, elle a été castée dans le drame de science-fiction télévisé  Outcasts (TV série télévisée) comme Stella Isen, chef de la sécurité d'une colonie humaine extraterrestre. Le tournage a eu lieu sur place en Afrique du Sud. À partir de novembre 2010, Norris a joué Ruth Condomine dans une tournée nationale de Noël Coward 's'  Blithe Spirit . Elle a joué en face de sa co-star "Cold Feet" Robert Bathurst, et Alison Steadman. Elle a également joué dans The Crimson Field, une production britannique sur un hôpital de campagne en France pendant la Première Guerre mondiale.
Le 4 octobre 2014, Norris a joué le rôle principal dans l'épisode 7 de la huitième série de la BBC «Doctor Who», « Kill The Moon». Elle a joué Lundvik, un astronaute.
Norris a également joué le rôle de Jo dans le téléfilm de Sky1 Agatha Raisin et la Quiche de la mort du roman de M. C. Beaton Agatha Raisin et la Quiche de la mort.
Norris a également joué dans la série cinq de Luther sur BBC One en janvier 2019.

## Filmographie

### Télévision
- 1993 : Hercule Poirot : Celestine
- 1997 : Cadfael : Mary
- 1998-2003 : Cold Feet : Karen Marsden
- 2002-2005 : Wire in the Blood : Carol Jordan
- 2006-2009 : MI-5 (MI-5) : Ros Myers
- 2007-2009 : Kingdom : Beatrice Kingdom
- 2011 : Outcasts : Stella Isen
- 2014 : The Crimson Field
- 2014 : Doctor Who : Lundvick
- 2018 : Innocent : Alice Moffatt
- 2019 : Luther

### Cinéma
- 2000 : Born Romantic : Carolanne
- 2003 : Un tueur aux trousses : Sarah
- 2005 : Separate Lies : Priscilla
- 2024 : The Salt Path de Marianne Elliott